# Eplumula australiensis
Eplumula australiensis är en kräftdjursart som först beskrevs av Henderson 1888.  Eplumula australiensis ingår i släktet Eplumula och familjen Latreilliidae. Inga underarter finns listade i Catalogue of Life.